# Paracanthosybra vadoni
Paracanthosybra vadoni là một loài bọ cánh cứng trong họ Cerambycidae.